# Cleo Laine
Cleo Laine, rodným jménem Clementine Dinah Hitching (28. října 1927 Southall, Middlesex, Anglie – 24. července 2025 Wavendon, Buckinghamshire, Anglie), byla anglická zpěvačka a herečka známá svým scat zpěvem.

## Životopis
Clementine Dinah Hitchingová se narodila 28. října 1927 v anglickém Southallu Jamajčanovi Alexandru Sylvanu Campbellovi, který pracoval jako stavební dělník a hrával na ulici, a Minnie Bullockové, dceři anglického farmáře ze Swindonu.
V roce 1953 se dozvěděla své skutečné jméno, když žádala o pas na cestu do Německa. Její rodiče totiž nebyli manželé a matka ji na úřadech zapsala pod vlastním rodným jménem.
Po dostudování školy postupně pracovala jako kadeřnice, knihovnice, nebo prodejkyně v zastavárně. V roce 1946 se provdala za pokrývače střech George Langridge, se kterým měla syna Stuarta. Rozvedli se v roce 1957. Ve svých čtyřiadvaceti letech se zúčastnila konkurzu do skupiny Johna Dankwortha. Později hrála v jeho hudebních skupinách. V roce 1958 si jej vzala za muže a měla s ním dvě děti. Zůstala s ním až do jeho smrti v roce 2010.
Společně v roce 1970 založili divadlo Stables. Vydala více než padesát alb. V roce 1979 jí byl udělen Řád britského impéria a získala cenu Grammy, přičemž měla pět nominací. Vystupovala až do roku 2018.
Cleo Laine zemřela ve svém domě ve Wavendonu dne 24. července 2025 ve věku 97 let.